# Batomena multispinis
Batomena multispinis är en skalbaggsart som beskrevs av Bates 1884. Batomena multispinis ingår i släktet Batomena och familjen långhorningar.
Artens utbredningsområde är Nigeria. Inga underarter finns listade.